# فينس ولز
فينس ولز (6 أغسطس 1965 - ) (بالإنجليزية: Vince Wells)‏ هو لاعب كريكت بريطاني.

## وصلات خارجية
- فينس ولز على موقع إي آس بي آن كريك إنفو (الإنجليزية)